# Claes Gill
Pour les articles homonymes, voir Gill.
Œuvres principales
Fragments d'une vie magique (Fragment av et magisk liv, 1939)
Paroles de fer (Ord i Jærn, 1942)
Claes Gill (né le 13 octobre 1910 à Odda en Norvège, mort le 11 juin 1973 à Oslo) est un écrivain, journaliste, poète et acteur norvégien. Il naît à Odda, dans le comté de Hordaland, en Norvège, mais il grandit principalement à Bergen, et habite, une fois adulte, à Oslo.

## Biographie

### Enfance et jeunesse
Il est le fils de Daniel Jordal et de Clara Christensen. Ses parents étaient fiancés, mais son père quitte sa mère avant sa naissance, ce qui la conduit à s'installer chez son oncle et sa tante, à Odda. Par suite de quoi Claes est confié à sa grand-mère, Birgitte Christensen, qui vit à Bergen, tandis que sa mère reste à Odda. C'est donc chez sa grand-mère à Skuteviksveien (une rue de Bergen) que Claes Gill grandit, avec le plus jeune des fils de cette dernière.
En 1914 la mère de Claes Gill se fiance à l'ingénieur Leif Gill, qui devient le beau-père de Claes et lui donne son patronyme. À cette époque, il travaillait à une fonderie située à Eydehavn, mais Clara ne quitte pas Odda avant 1916, emmenant alors Claes avec elle à Eydehavn. Là, il est d'abord pris en charge par une gouvernante, avant d'entrer en septième classe à l'école d'Eydehavn, à l'automne 1921. Son délégué de classe est le futur ministre Nils Hjelmtveit. Puis il fait son secondaire à Arendal. Mais, en 1926, Leif Gill perd son emploi à la fonderie, et Clara meurt des suites d'une maladie cardiaque. Claes Gill et son beau-père déménagent à Oslo, où Claes fréquente l'école de Ris (en) à partir de janvier 1927.

### Vie à l'étranger
Après son Examen artium, Claes Gill se fait embaucher chez Fred. Olsen & Co., et il embarque à bord du bateau M/S Theodore Roosevelt à l'été 1928. Le bateau emprunte le canal de Panama et se rend à Vancouver avant de faire retour sur Oslo en décembre de la même année. À Oslo, Claes se fâche avec son beau-père, et quitte le pays après neuf jours seulement. Pendant l'hiver, il travaille comme garçon de ferme dans le Västergötland avant de se rendre au Danemark au printemps. À l'été 1929, il est de retour à Oslo.
À ce moment-là, il s'embarque sur le baleinier Ronald, qui part de Tønsberg en août 1929. Pendant l'hiver, il chasse la baleine dans l'Antarctique avant de passer par Montevideo en Uruguay sur le chemin du retour vers la Norvège. Claes Gill demeure à Montevideo jusqu'en novembre 1930, où il embarque à bord du bateau suédois M/S Liguria, qui suit la côte Est des États-Unis jusqu'à New York. Là, victime d'une dépression, il s'installe et y vit quelques années, où il partage avec l'écrivain Nathanael West un emploi à l'hôtel Sutton. Mais, ne bénéficiant pas d'un visa d'immigration, il est arrêté en juin 1933 et renvoyé vers la Norvège.

### Œuvre de poète
De retour en Norvège, Claes Gill habite d'abord chez son oncle, le professeur Jacob Kolrud, à Fana, dans la périphérie de Bergen. Il entre dans le cercle des artistes de Bergen et publie ses premiers poèmes dans le Bergens Tidende, le journal de Bergen, le 15 septembre 1934. Parmi ses collaborateurs se trouvent le peintre Waldemar Stabell et l'avocat et dramaturge Elias Steen-Olsen, qui lui apportèrent aussi une aide financière. En 1935, il part à Oslo, où il mène une existence de vagabond, sans résidence fixe. Au cours de l'année 1936-1937, il travaille pour un temps comme précepteur chez une famille de Modum.
Claes Gill publie en novembre 1939 son premier recueil de poèmes, Fragment av et magisk liv (Fragments d'une vie magique), édité chez J. W. Cappelens forlag. Ce recueil est suivi, en janvier 1943, de Ord i jærn (Paroles de fer), qui est aussi son dernier recueil. Son éditeur d'alors, Henrik Groth, trouve le premier recueil de Claes Gill à ce point sensationnel qu'il s'occupe d'en produire une édition limitée, reliée en contreplaqué - le titre est gravé sur la couverture, et il y a deux séries numérotées et signées de cette première édition, auxquelles les antiquaires prêtent une très haute valeur. Le recueil Ord i jærn, dont le titre évoque le manque de liberté d'expression qui caractérise la période d'occupation allemande de la Norvège, est relié dans le rideau d'occultation dont se paraient les foyers norvégiens le soir, pendant la Seconde Guerre mondiale pour rendre difficile la navigation aérienne des opposants pendant la nuit. Pendant la guerre, Claes Gill publie aussi certains poèmes dans différents journaux et magazines ; mais, après la guerre, il n'écrit plus jamais de poésie, à l'exception d'un poème, «Gloria Victis!», qu'il se laisse persuader d'écrire en lien avec l'insurrection de Budapest et qui fut publié dans une anthologie produite par l'association des étudiants de Hongrie.
Les deux recueils de Claes Gill puisent leur inspiration dans le symbolisme français et ouvrent précocement la voie aux formes du modernisme. Sa poésie est influencée entre autres par W. B. Yeats, qu'il admire. 
Claes Gill publie aussi des traductions.

### Le métier d'acteur
Claes Gill travaille aussi dans le monde du théâtre, comme acteur et comme metteur en scène, et est aussi acteur de cinéma dans huit films entre la fin des années 1950 et les années 1960.
C'est après avoir mis fin à sa carrière de poète qu'il se consacre totalement au théâtre, exerçant à la fois les métiers d'acteur et de metteur en scène. À la fin de la guerre, il entre en contact avec Jens Bolling, ainsi qu'avec d'autres jeunes acteurs qui désirent jouer selon les théories de Constantin Stanislavski. À l'été 1945, il est choisi pour être le directeur du nouveau Studioteatret, théâtre ouvert à Oslo pour donner une impulsion à la production dramatique norvégienne d'après-guerre, et qui disparaît après 1951. Claes Gill rompt avec le Studioteatret au bout d'un an, mais y opère des performances plus tard en tant qu'invité. En 1947, il reçoit une bourse de la part de l'homme d'affaires Conrad Mohr pour étudier le socialisme, et il entreprend un voyage en Union soviétique.
À l'occasion du centenaire de la naissance de l'écrivain Alexander Kielland, en 1949, l'on demande à Claes Gill d'en mettre en scène le roman Skipper Worse au Rogaland Teater, à Stavanger. Après avoir été acteur au Riksteatret, théâtre d'État norvégien, en 1951-1952, il revient à Stavanger, où il dirige le Rogaland Teater de 1952 à 1956.
Dans les années 1950, il collabore aussi à plusieurs films, comme à Herren og hans tjenere (1959) d'Arne Skouen. On le connaît en particulier pour son timbre de voix, profond et très spécial ; on le met largement à contribution pour des lectures radiophoniques.
C'est aussi à cette époque qu'il prend activement parti pour le riksmål et contre le samnorsk dans la querelle des langues (en) qui fait rage en Norvège depuis le début du siècle.

## Œuvres
- 1939 : Fragments d'une vie magique (Fragment av et magisk liv)
- 1942 : Paroles de fer (Ord i Jærn)
- 1967 : Samlede dikt
- 1989 (posthume) : Dikteren og samfundet. Foredrag i Den Konservative Studentforening 23.1.1958

En France, les œuvres poétiques complètes de Claes Gill ont été traduites par Régis Boyer aux éditions La Différence en 1992.

### Traduction en français
- Claes Gill, Les Imperfections de la vie, poésies complètes traduites du norvégien et présentées par Régis Boyer (édition bilingue), La Différence, coll. « Orphée » (no 119), 1992.  (ISBN 978-2-7291-0765-9)

### Études sur Claes Gill
- Kjartan Fløgstad, Portrett av eit magisk liv : poeten Claes Gill, Oslo, Aschehoug, 1988  (ISBN 82-03-15872-2). Édition révisée 1994  (ISBN 82-03-26001-2). Nouvelle édition 2003  (ISBN 8205313288).